# Vättner Steinskulpturenweg

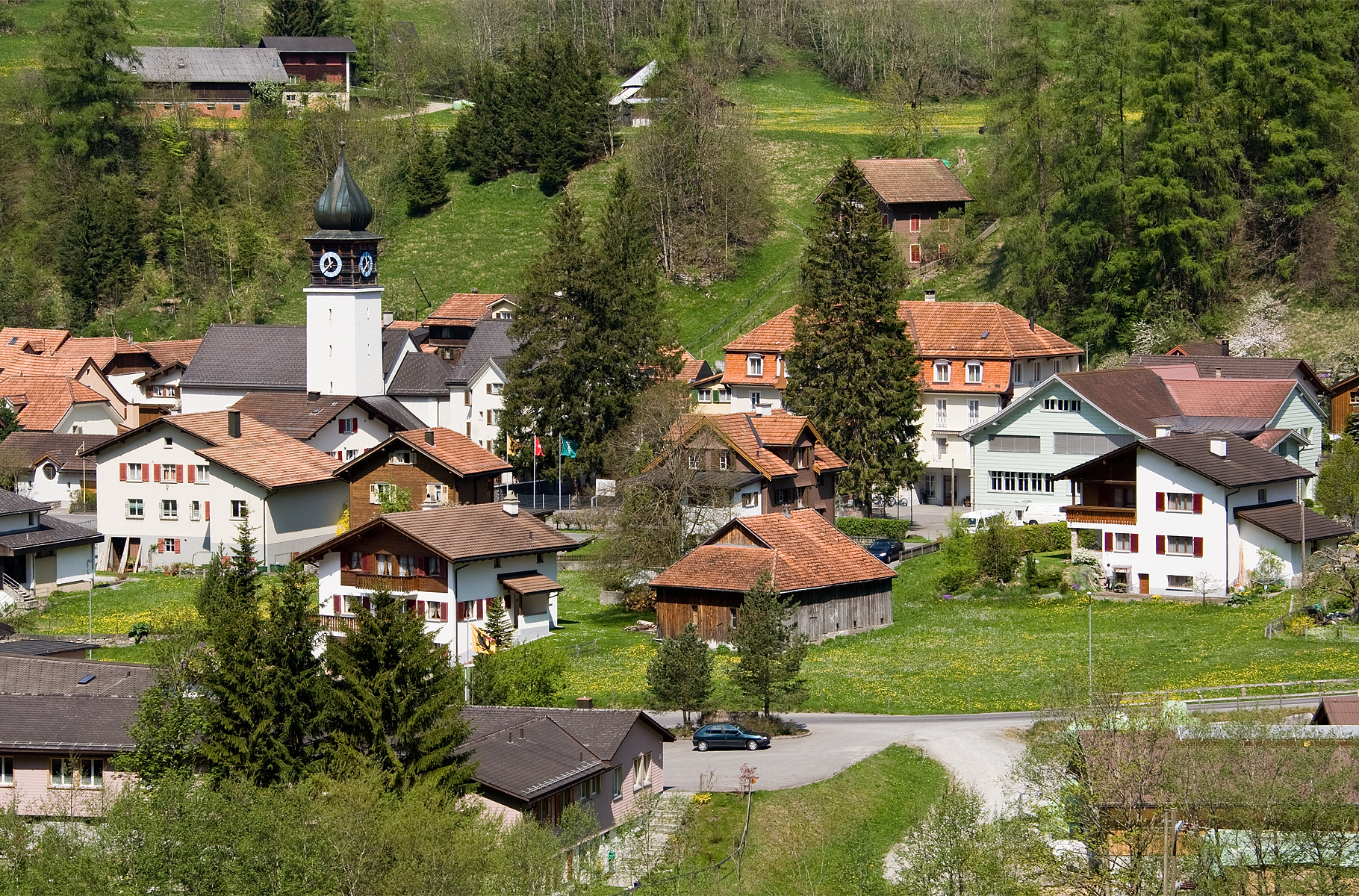
Het dorp Vättis

De beeldenroute "Vättner Steinskulpturenweg" is een ongeveer 450 meter lange weg met twaalf stenen beelden even ten zuiden van het Zwitserse dorpje Vättis in de gemeente Pfäfers (Sankt Gallen).

## Achtergrond
Twaalf internationale beeldhouwers hebben in de zomer van 2009, in de drie weken dat zij in Vättis te gast waren, elk een stenen beeld gemaakt. Het beeldhouwersymposium was georganiseerd door de vereniging "Verein Skulpturenweg Vättis", met hulp van vele vrijwilligers en sponsoren.
De beeldenroute kan als Gesamtkunstwerk, als een ingreep in het berglandschap, worden gezien. Alle beelden staan dicht langs de onverharde weg Aslätscha, die wordt omzoomd door bomen en struikgewas. Tezamen benadrukken zij het contrast tussen de ruige rotsen en de door mensen gecreëerde vormen.

## De beelden
De sculpturen zijn alle uit zwitserse steen gehouwen: Andeer graniet, Tessiner marmer, zandsteen uit Nuolen, Mägenwiller muschelkalk en Vättner kalk. Doordat de beeldhouwers vrij waren in hun keuze voor het motief en de techniek, is een breed spectrum aan steenkunst ontstaan.
Van noord naar zuid staan de volgende beelden:

## Overig
De route is het
hele jaar door vrij toegankelijk. Sinds 2009 heeft de vereniging nog enkele, kleinere kunstprojecten rondom Vättis georganiseerd. Enkele daarvan als tijdelijke installaties, andere als permanente, alle op openbaar terrein.